# 693 Zerbinetta
693 Zerbinetta este un asteroid din centura principală, descoperit pe 21 septembrie 1909, de August Kopff.